# Calodexia panamensis
Calodexia panamensis är en tvåvingeart som beskrevs av Charles Howard Curran 1934. Calodexia panamensis ingår i släktet Calodexia och familjen parasitflugor.
Artens utbredningsområde är Panama. Inga underarter finns listade.